# 克莱龙
克莱龙（法語：Cléron，法語發音：[kleʁɔ̃]）是法国杜省的一个市镇，属于贝桑松区。

## 地理
克莱龙（47°5'14"N, 6°3'41"E）面积14.56 平方千米，位于法国勃艮第-弗朗什-孔泰大區杜省，该省份为法国东部内陆省份，北起上索恩省，西接汝拉省，东部及东南部与瑞士接壤，东北部与贝尔福地区省接壤。
与克莱龙接壤的市镇（或旧市镇、城区）包括：塞-迈西耶尔、阿蒙当、费尔唐、沙萨涅圣但尼、弗拉热、卡德梅讷。

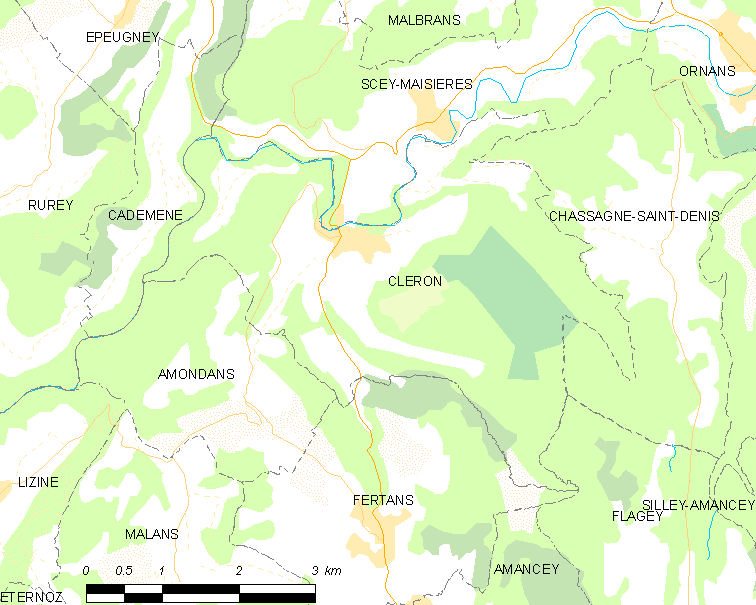
克莱龙的OSM定位图

克莱龙的时区为UTC+01:00、UTC+02:00（夏令时）。

## 行政
克莱龙的邮政编码为25330，INSEE市镇编码为25155。

## 政治
克莱龙所属的省级选区为奥尔南县。

## 人口

1962-2008年间克莱龙人口变化图示

克莱龙于2022年1月1日时的人口数量为292人。